# Dawson (Ontario)
Pour les articles homonymes, voir Dawson.

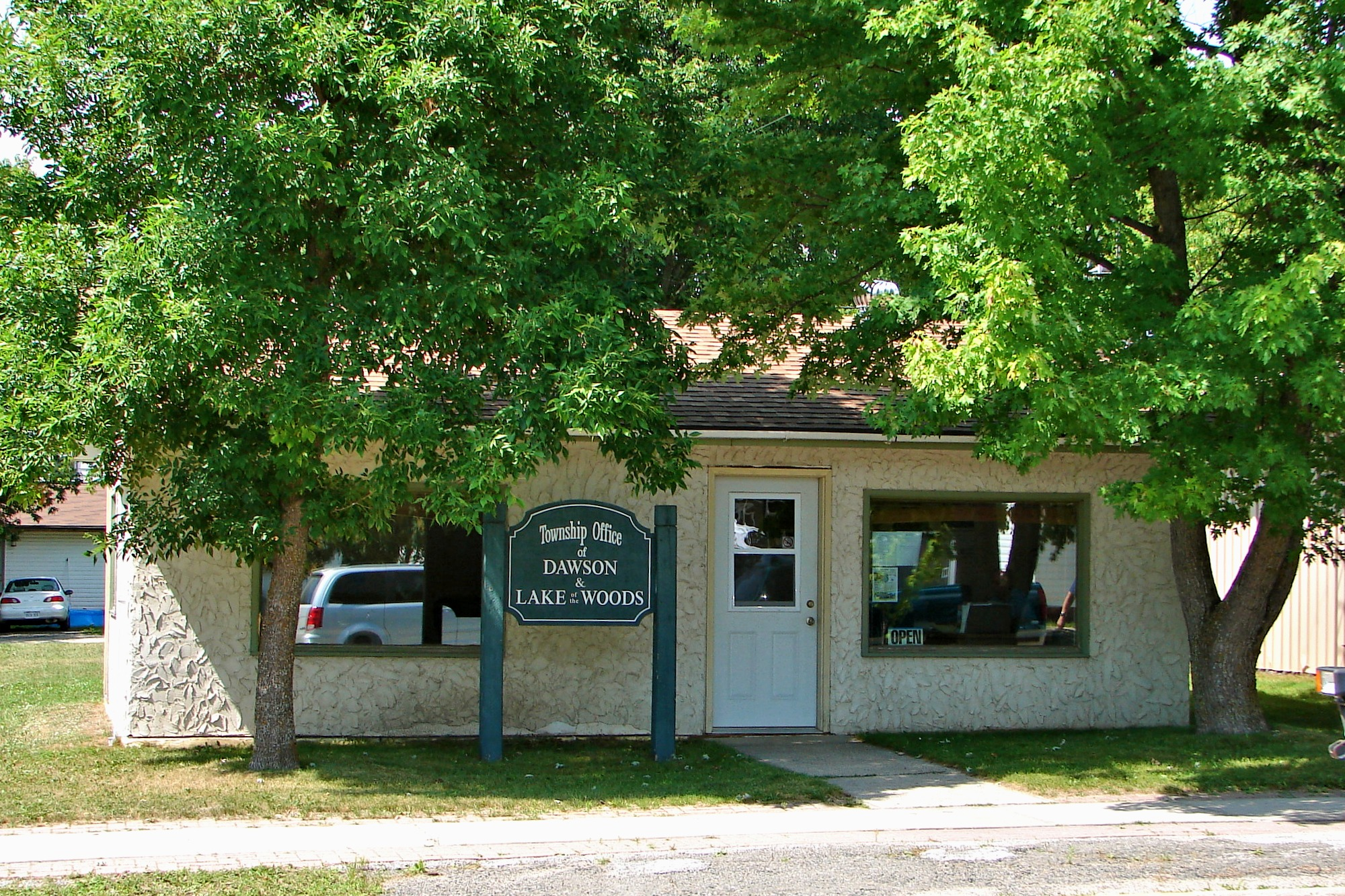
Hôtel de ville

Dawson est un canton canadien situé dans le district de Rainy River (nord-ouest de l'Ontario). La localité est située à l'embouchure de la rivière à la Pluie avec le lac des Bois.

## Statistiques
Statistique Canada : profil de la communauté en 2006
- Population: 620
- Évolution (2001-2006) : +1,1
- Logements : 323
- Superficie : 338,35 km²
- Densité : 2/km²

## Démographie
| 2001 | 2006 | 2011 | 2016 |
| ---- | ---- | ---- | ---- |
| 613  | 620  | 563  | 468  |

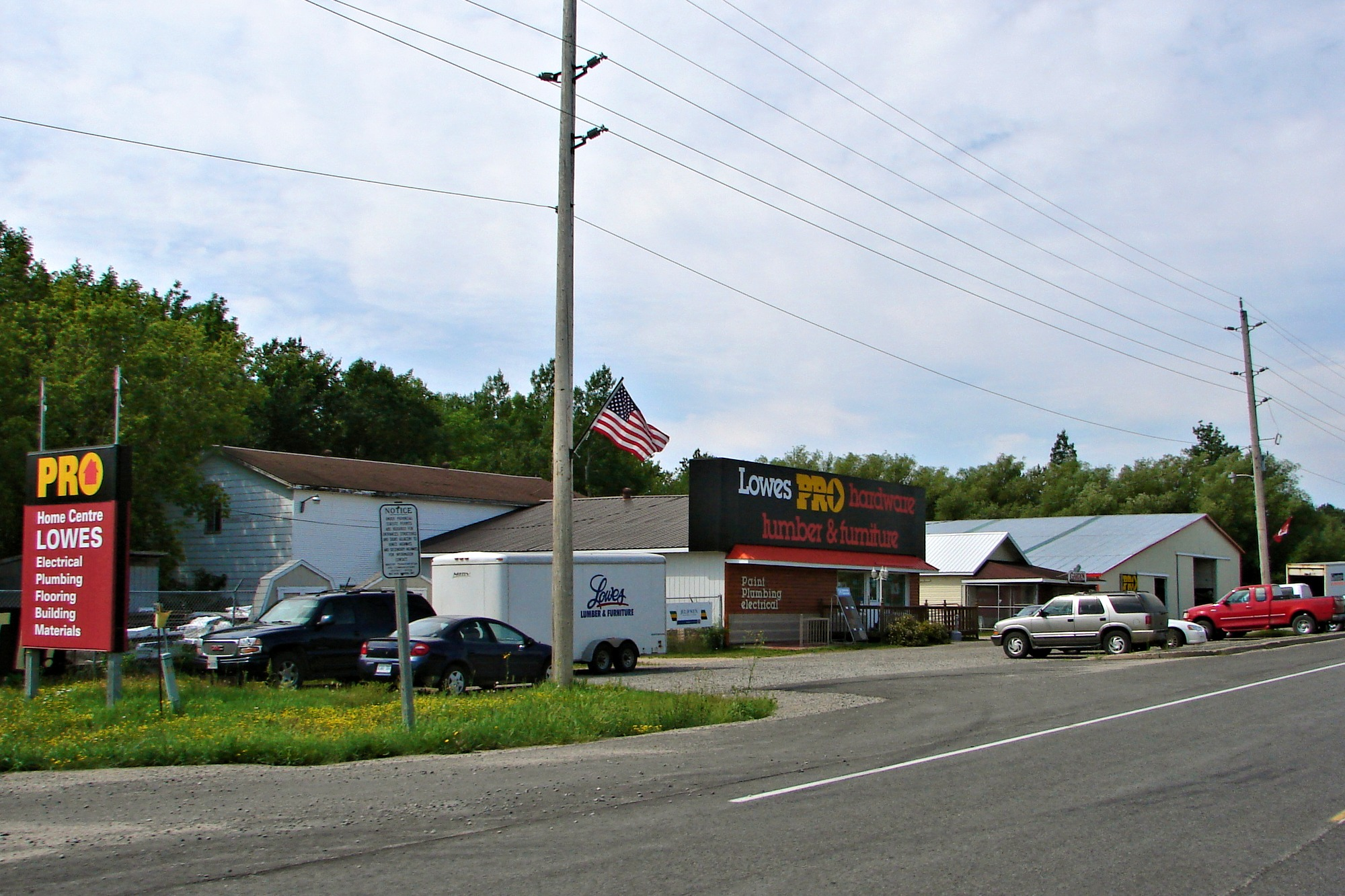
Sleeman
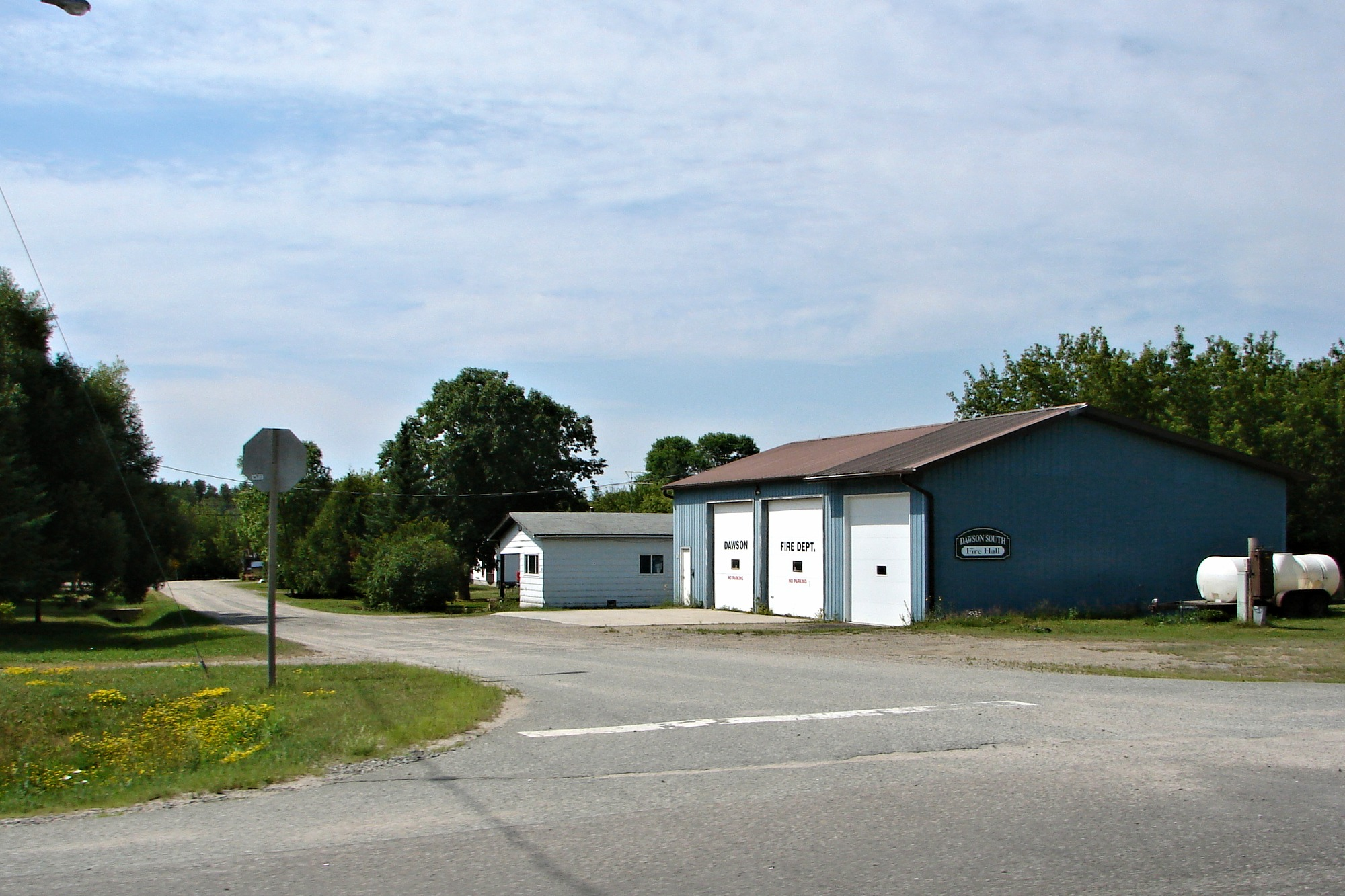
Pinewood